# 다이하이드로폴산
다이하이드로폴산(영어: dihydrofolic acid)은 폴산(비타민 B9)의 유도체로 다이하이드로폴산 환원효소에 의해 테트라하이드로폴산으로 전환된다. DNA와 RNA의 구성 성분인 퓨린과 피리미딘을 만들기 위해서는 테트라하이드로폴산이 필요하기 때문에 다이하이드로폴산 환원효소는 핵산 합성을 막기 위한 다양한 약물들의 표적이 된다.

## 같이 보기
- 폴산
- 테트라하이드로폴산